# Britten Fernström
Ann Britten Monica Fernström, ogift Larsson, född 17 september 1949 i Skellefteå stadsförsamling i Västerbottens län, är en svensk tyngdlyftare.
Britten Fernström, som växte upp i Skellefteå, är en framgångsrik idrottare inom styrkelyft. Hon tog hem guld i Master-VM i styrkelyft i Tallinn, Estland, 2016. Hon tävlar för Täby AK.
Hon var från 1977 gift med Jerry Williams (egentligen Erik Fernström, 1942–2018), med vilken hon fick två döttrar födda 1980 och 1985.